# Sergio Oga
Sergio Matías Oga (Córdoba, Provincia de Córdoba, Argentina; 15 de septiembre de 1981) es un futbolista argentino. Juega de mediocampista y actualmente juega en el Club Atlético Ascasubi, luego de rescindir su contrato con Gimnasia y Esgrima de Mendoza.

## Trayectoria

### Inicios, General Paz Juniors y San Martín de Tucumán
Se inició futbolísticamente en el Club Atlético Las Flores de Córdoba. Su debut profesional se dio en el General Paz Juniors en el año 2003, con el disputó el Torneo Argentino A hasta 2006 para luego fichar por San Martín de Tucumán e irse a jugar a la Primera B Nacional por un año.[cita requerida]

### Central Córdoba, Central Norte y Desamparados
En 2007 pasó a Central Córdoba retornando a la tercera división del fútbol argentino. Luego en 2009, pasó a Central Norte donde jugó por dos años pasando en 2011 a Sportivo Desamparados para jugar nuevamente en la Primera B Nacional.[cita requerida]

### Central Norte y Gimnasia y Esgrima de Mendoza
Un año después, en 2012, regresó a Central Norte donde se mantuvo hasta 2013, para luego recalar en Gimnasia y Esgrima de Mendoza y disputar el Torneo Argentino B. Su primer gol en el equipo Mensana lo convirtió ante Gutiérrez en la derrota final de su equipo a domicilio por 2:1 donde el «Mago» igualó transitoriamente dicho partido. Esa misma temporada logró ascender con el conjunto del Parque, donde él fue una de la máximas figuras que tuvo el club. En el Torneo Federal A volvió a ratificar su buen juego dentro del equipo, siendo esto coronado en el partido de vuelta de la final disputada ante Talleres de Córdoba donde él fue el autor del único gol marcado en el Estadio Mario Alberto Kempes que significó la victoria global por 3:1 ante la T cordobesa y la conquista de uno de los ascensos de la temporada 2014 de dicho torneo.
A principios de 2016, retornó por tercera vez a Central Norte de Salta, esta vez para disputar el Torneo Federal B 2016 donde marcó 6 goles y estuvo cerca de ascender. A mediados del mismo año, regresó por segunda vez a Gimnasia y Esgrima de Mendoza para disputar el Torneo Federal A 2016-17.

## Clubes
| Club                   | País         | Año          | PJ  | Goles | Prom. |
| ---------------------- | ------------ | ------------ | --- | ----- | ----- |
| General Paz Juniors    | Argentina    | 2003-2006    | 86  | 17    | 0,20  |
| San Martín (T)         | Argentina    | 2006-2007    | 22  | 1     | 0,05  |
| Central Córdoba (SdE)  | Argentina    | 2007-2009    | 53  | 14    | 0,26  |
| Central Norte (S)      | Argentina    | 2009-2011    | ?   | ?     | ?     |
| Sportivo Desamparados  | Argentina    | 2011-2012    | 10  | 2     | 0,20  |
| Central Norte (S)      | Argentina    | 2012-2013    | 22  | 3     | 0,14  |
| Gimnasia y Esgrima (M) | Argentina    | 2013-2015    | 77  | 17    | 0,22  |
| Central Norte (S)      | Argentina    | 2016         | ?   | 6     | ?     |
| Gimnasia y Esgrima (M) | Argentina    | 2016-2019    | 52  | 7     | 0,13  |
| Total clubes           | Total clubes | Total clubes | 406 | 78    | 0,19  |

- Nota: Según enlaces externos (BDFA y Soccerway) el jugador en total tiene 106 partidos jugados y 20 goles en Central Norte.

## Palmarés

### Campeonatos nacionales
| Título             | Club                   | País      | Año     |
| ------------------ | ---------------------- | --------- | ------- |
| Torneo Argentino B | Central Norte          | Argentina | 2009-10 |
| Torneo Argentino B | Gimnasia y Esgrima (M) | Argentina | 2013-14 |

#### Otros logros
| |
| - Ascenso a la Primera B Nacional con Gimnasia de Mendoza en el Torneo Federal A 2014. - Ascenso a la Primera B Nacional con Gimnasia de Mendoza en el Torneo Federal A 2017-18. |